# 德尔萨赫
德尔萨赫是奥地利蒂罗尔州利恩茨县的一个市镇。总面积24.16平方公里，总人口2262人，人口密度93.6人/平方公里（2005年）。